# 당좌예금
당좌 예금(當座預金)은 회사 또는 개인영업자가 빈번한 금전 지불의 사무를 은행에 대행시키기 위해 이용하는 예금이다.
예금의 환불을 반드시 수표로 하는 것이 특색이다. 당좌 예금은 상업거래상 가장 많이 이용되는 것으로서 완전한 영업 예금의 성격을 가진다. 그러나 은행의 입장에서 볼 때에는 예금자를 위하여 금전수불을 대행하는 등 여러 가지 불편한 점이 많아 당좌 예금은 원칙적으로 무이자 예금으로 이용된다.